# Sihem Hemissi
Sihem Hemissi (arabisch سهام الحميسي, DMG Sihām al-Ḥamīsī; * 1. Juni 1985 in Aïn Oulmene) ist eine algerische Handballspielerin auf der Position der linken Rückraumspielerin. Sie gehört sowohl der Hallen- als auch der Beachhandball-Nationalmannschaft ihres Landes an.

## Handball

### Hallenhandball
Sihem Hemissi spielte zunächst für JS Ouzellaguen, seit 2007 für den MC Alger (zeitweise auch unter dem Namen GS Pétroliers) aus Algier. Zwischenzeitlich war sie von 2015 bis 2017 in der dritten französischen Liga bei Handball St Etienne Métropole 42 aktiv. Algerische Meisterin war sie mit Algar 2008, 2009, 2012, 2014 und 2019. Den Landespokal gewann sie mit ihrer Mannschaft von 2008 bis 2012 fünf Mal in Folge und danach noch zweimal 2018 und 2019. Von 2013 bis 2015 stand sie zudem dreimal im Finale, unterlag dort aber. Den Supercup konnten Alger und Hemissi 2014, 2018 und 2020 gewinnen. Im afrikanischen Landesmeister-Wettbewerb war sie 2008 und 2010 Dritte, 2009 Zweite sowie 2018 Fünfte. Den Wettbewerb um den Titel der arabischen Pokalgewinner konnte Hemissi mit Alger 2013, 2015 und 2020 für sich entscheiden, 2014 wurden sie Vierte. Von 2013 bis 2015 war sie dreimal in Folge die beste Torschützin des Wettbewerbs.
Mit der Nationalmannschaft ihres Landes trat Hemissi beim letzten Erfolg auf Weltebene, den Weltmeisterschaften 2013 in Serbien an, wo Algerien den 22. und damit letzten Platz belegte. Schon zuvor gewann sie mit der Mannschaft bei den vorerst letzten Panarabischen Spielen 2011 in Doha die Goldmedaille. Ihr erstes internationales Turnier waren die Afrikaspiele 2007 im heimischen Algier, wo sie mit Algerien Siebte wurde, 2011 wurde sie in Maputo mit ihrer Mannschaft Vierte – im Spiel gegen Kamerun traf sie 18 mal – und 2019 in Rabat Sechste. An Afrikameisterschaften nahm Hemissi erstmals 2008 teil und belegte in Angola den fünften Rang, 2010 wurde sie in Ägypten Vierte, 2012 in Marokko erneut Vierte, 2014 in Algerien wieder Vierte, 2016 wieder in Angola Sechste und 2018 erneut in Angola Achte.

### Beachhandball
Es dauerte bis zu den African Beach Games 2019 im Santa Maria Beach Park auf der kapverdischen Insel Sal, dass Algerien nach den Mediterranean Beach Games 2015 erneut mit einer Mannschaft an einem internationalen Beachhandball-Wettbewerb antrat. Der Kader setzte sich aus Hallen-Nationalspielerinnen zusammen, die im selben Jahr auch an den Afrikaspielen teilnahmen, wobei Hemissi die deutlich älteste Spielerin ihrer Mannschaft war und es auch keine Kontinuitäten zur 2015er Mannschaft bestanden. Das Turnier war das erste in der dieser Sportart, das in Afrika für Nationalmannschaften ausgerichtet wurde. Die Algerierinnen spielten ein ausgeglichenes Turnier mit Siegen über Kenia und Sierra Leone einerseits und Niederlagen gegen erfahrenste Mannschaft des Kontinents aus Tunesien und die Gastgeber aus Kap Verde andererseits. Am Ende belegten sie den dritten Platz in der als Liga ausgetragenen Meisterschaft und gewannen die Bronzemedaille.

## Erfolge
| Weltmeisterschaft - 2013: 22. Afrikaspiele - 2007: 7. - 2011: 4. - 2019: 6. Panarabische Spiele - 2011: African Beach Games - 2019: 2. | Afrikameisterschaften - 2008: 5. - 2010: 4. - 2012: 4. - 2014: 4. - 2016: 6. - 2018: 8. | Algerische Meisterschaften - 2008: 1. - 2009: 1. - 2012: 1. - 2014: 1. - 2019: 1. Algerische Pokalsieger - 2008: 1. - 2009: 1. - 2010: 1. - 2011: 1. - 2012: 1. - 2013: 2. - 2014: 2. - 2015: 2. - 2018: 1. - 2019: 1. | Algerische Supercup-Sieger - 2014: 1. - 2018: 1. - 2020: 1. Afrikanischer Landesmeister-Wettbewerb - 2008: 3. - 2009: 2. - 2010: 3. - 2018: 5. Arabischer Pokalsieger-Wettbewerb - 2013: 1. - 2014: 4. - 2015: 1. - 2020: 1. | Beste Torschützin - 2013: Arabischer Pokalsieger-Wettbewerb - 2014: Arabischer Pokalsieger-Wettbewerb - 2015: Arabischer Pokalsieger-Wettbewerb |